# Laurent Pernot
Laurent Pernot (Saumur, 10 luglio 1955) è un grecista francese.
È membro dell'Académie des inscriptions et belles-lettres dell'Institut de France. Per decreto del Presidente della Repubblica Francese in data 13 novembre 2014, è stato nominato cavaliere dell'Ordine nazionale al merito. Dal 1º ottobre 2015, è Membre senior dell'Institut Universitaire de France e dal 15 gennaio 2025 cavaliere dell'Ordine nazionale della Legion d'onore.

## Biografia
Laurent Pernot nasce a Saumur il 10 luglio 1955. Attualmente è Professore di Greco all'Università di Strasburgo. È considerato uno dei massimi esperti mondiali di retorica greco-romana.
Si occupa di:
- storia della retorica,
- lingua greca antica,
- letteratura greca antica,
- mondo greco dell'epoca imperiale,
- seconda sofistica,
- Paganesimo, Giudaismo e Cristianesimo,
- edizione di testi greci,
- lingua e letteratura greca.

Nella sua carriera si segnalano i seguenti titoli:
- Ancien élève de l'École Normale Supérieure (Ancien Élève della Scuola Normale Superiore di Parigi) - 1973
- Agrégé de l'Université (Agrégé dell'Università di Parigi) - dal 1976
- Docteur de troisième cycle (Dottore di Ricerca del Terzo Ciclo) - dal 1979
- Docteur d'État (Docteur d'État) - dal 1992
- President of the International Society for the History of Rhetoric (Presidente della Società Internazionale di Storia della Retorica) - dal 2005 al 2007
- Membre correspondant de l'Académie des Inscriptions et Belles-Lettres de l'Institut de France (Membro Corrispondente dell'Académie des inscriptions et belles-lettres dell'Institut de France) - dal 28 aprile 2006 al 19 ottobre 2012
- Socio Ordinario non residente della Accademia di Archeologia, Lettere e Belle Arti della Società Nazionale di Scienze, Lettere e Arti in Napoli dal 3 novembre 2010
- Membre de l'Académie des Inscriptions et Belles-Lettres de l'Institut de France (Membro dell'Académie des inscriptions et belles-lettres dell'Institut de France) - dal 19 ottobre 2012
- Professeur et président du département des Antiquités grecques à l'Université de Strasbourg (Professore e Presidente del Dipartimento delle Antichità greche all'Università di Strasburgo) - attualmente
- Fondateur du Centre d'analyse des Rhétoriques Religieuses de l'Antiquité (Fondatore del Centro d'Analisi delle Retoriche Religiose dell'Antichità) - con Gerard Freyburger
- Directeur du Centre d'analyse des Rhétoriques Religieuses de l'Antiquité (Direttore del Centro d'Analisi delle Retoriche Religiose dell'Antichità) - attualmente con Yves Lehmann
- Directeur de la série « Recherches sur les Rhétoriques religieuses » (Direttore delle serie "Ricerche sulle Retoriche Religiose") - attualmente
- Executive Editor of « International Studies in the History of Rhetoric » (Editore Esecutivo degli "Studi Internazionali nella Storia della Retorica") - attualmente
- Direttore del progetto internazionale Méthodologie de Strasbourg, finalizzato all'edizione completa delle opere di Elio Aristide, retore del II sec. d.C., nella Collection des Universités de France[1].
- Laurea honoris causa all’Università di Ioannina (Grecia) - 2019

## Pubblicazioni
Oltre ai numerosi articoli in riviste internazionali, Laurent Pernot ha pubblicato:
- Les Discours Siciliens d'Aelius Aristide (New York: Arno Press, 1981; sec. ed. Salem N.H.: Ayer Company, 1992)
- La rhétorique de l'éloge dans le monde gréco-romain (Parigi: Institut des Études augustiniennes, 1993)
- Rhétoriques de la conversation, de l'Antiquité à l'époque moderne (Rhetorica - Special Issue - 11.4: University of California Press, 1993)
- Éloges grecs de Rome (Parigi: Les Belles Lettres, 1997)
- La rhétorique dans l'Antiquité (Parigi: Le Livre de Poche, 2000; trad. it. La retorica dei Greci e dei Romanni, Palermo: Palumbo, 2006)
- Actualité de la rhétorique. Colloque de Paris présidé par Marc Fumaroli (Parigi: Klincksieck, 2002)
- L'Ombre du Tigre. Recherches sur la Réception de Démosthène (Napoli: D'Auria, 2006)
- À l'école des anciens. Professeurs, élèves et étudiants. Précédé d'un entretien avec Jacqueline de Romilly (Parigi: Les Belles Lettres, 2008)
- New Chapters in the History of Rhetoric (Leiden-Boston: Brill, 2009)
- La rhétorique des arts (Parigi: Press Universitaire de France)
- Epideictic Rhetoric. Questioning the Stakes of Ancient Praise (Austin: University of Texas Press, 2015)[2]
- L'art du sous-entendu. Histoire, théorie, mode d'emploi (Parigi: Fayard, 2018)
- The Subtle Subtext. Hidden Meanings in Literature and Life. Translated by W. E. Higgins (Pennsylvania: University Park, The Pennsylvania State University Press, 2021)
- Confluences de la philosophie et de la rhétorique grecques (Parigi: Vrin, 2022)
- La fièvre des urnes. 2500 ans de passions électorales (Parigi: Éditions de l’Observatoire, 2022)
- Aelius Aristide, En l'honneur de Rome (Discours 26), Paris, Les Belles Lettres, 2025.